# Qaysa
Qaysa (ryska: Кайса) är en ort i Azerbajdzjan.   Den ligger i distriktet Balakən Rayonu, i den nordvästra delen av landet, 300 km väster om huvudstaden Baku. Qaysa ligger 216 meter över havet och antalet invånare är 3 595.
Terrängen runt Qaysa är platt. Närmaste större samhälle är Belokany, 14,2 km öster om Qaysa.
Trakten runt Qaysa består till största delen av jordbruksmark. Runt Qaysa är det ganska tätbefolkat, med 90 invånare per kvadratkilometer.